# Coullons

Coullons este o comună în departamentul Loiret din centrul Franței. În 1 ianuarie 2022 avea o populație de 2.251 de locuitori.